# Medalha Comemorativa Francesa
A Medalha Comemorativa Francesa (em francês:  Médaille commémorative française) é uma condecoração militar francesa. Este prémio destina-se a distinguir civis e militares que participaram em missões realizadas fora do território nacional francês a partir de 1º de março de 1991.

## História
A Medalha Comemorativa Francesa foi criada pelo decreto n° 95-1098 de 9 de outubro de 1995, por iniciativa do Ministro da Defesa François Léotard.

## Agraciamento
A condecoração não envolve atos de guerra individuais ou coletivos, podendo ser concedida a:
- uma “força de presença”, ou seja, uma força militar destacada permanentemente pela França no território (ou zonas marítimas) de outro Estado, em conformidade com um acordo celebrado entre eles.
- a estrangeiros militares e civis que serviram sob o comando francês e sujeitos à aprovação do seu próprio governo.

Os civis elegíveis são aqueles colocados à disposição da autoridade militar ou que participam, em razão da sua função ou emprego, nas missões em causa. As decisões de agraciamento são tomadas pelo Ministro da Defesa francês por recomendação dos ministros a quem essas pessoas reportam.
O decreto de 20 de julho de 2023 complementou as disposições iniciais criando um método de atribuição excepcional da medalha comemorativa francesa a militares ou civis subordinados ao Ministério das Forças Armadas que demonstrem uma notável contribuição para a preparação ou apoio às missões recompensadas com esta condecoração.
As missões que dão direito à Medalha do Ultramar não podem dar direito à medalha comemorativa francesa. O direito ao uso desta medalha é comprovado pelo envio de um diploma oficial aos agraciados.

## Características

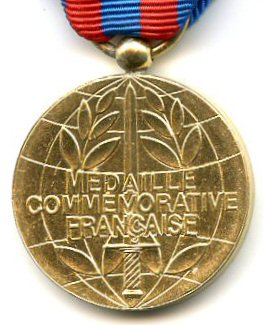
Reverso.

A Medalha Comemorativa Francesa é uma medalha circular dourada de 30mm de diâmetro, cunhada em bronze. O anverso apresenta a efígie da República usando um barrete frígio, com vista frontal de três quartos, ladeada pelas palavras République française (República Francesa). O reverso tem uma tem uma espada entre dois ramos de oliveira à frente  de um planisfério estilizado, e a inscrição Médaille commémorative française (Medalha Comemorativa Francesa).
A fita da seda moiré tem 38mm de largura com uma alternância de sete listras vermelhas e azuis claras de 5mm cada, e em cada borda um debrum verde de 1,5mm. Os primeiros modelos foram equipados com fiança fixa, rapidamente substituída por uma fiança clássica de bola anelar.
A medalha é sempre usada com pelo menos uma barra, e cada barra de missão operacional só pode ser agraciada uma vez. Pode receber quatorze barras:
- Ex-Iugoslávia (criada em 1995): operações desde 1º de março de 1991;
- Haiti (criado em 1997): operações desde 23 de setembro de 1993;
- Albânia (estabelecida em 1997): operações de 12 de abril de 1997 a 22 de junho de 2001;
- Timor-Leste (estabelecido em 2000): operações de 16 de setembro de 1999 a 14 de janeiro de 2001;
- Afeganistão (estabelecido em 2001): operações de 10 de outubro de 2001 a 1º de abril de 2021;
- Sudeste Asiático (estabelecido em 2005): operações desde 27 de dezembro de 2004;
- Geórgia (criada em 2011): operações desde 1º de setembro de 2008;
- Líbia (criada em 2011): operações desde 18 de março de 2011;
- Jordânia (criada em 2013): operações desde 6 de agosto de 2012;
- Guiné (criada em 2015): operações desde 26 de novembro de 2014;
- Ormuz (criada em 2021): operações desde 25 de fevereiro de 2020;
- Apagan (criada em 2023): operações de 15 de agosto de 2021 a 27 de agosto de 2021;
- Sagitário (criado em 2023): atuação de 18 de abril de 2023 a 26 de abril de 2023;
- Oriente Médio (estabelecido em 2024): operações de 4 de fevereiro de 2022 a 30 de junho de 2022.[5]